# 萬景峯
萬景峯（英語：Vision City）位於香港新界荃灣楊屋道1號，是一個大型住宅發展項目，由信和置業及市區重建局合作發展，基座是荃新天地第1期，是市區重建局目前已經完成的市區重建項目中規模最大的一個。

## 歷史
該項目由市區重建局的前身土地發展公司提出重建，項目稱為「荃灣七街重建項目」。部分位置前身是香港房屋協會的四季大廈春明樓、夏雨樓及秋趣樓，四季大廈於1990年拆卸後，春明樓、夏雨樓及秋趣樓的原址為一露天停車場，於1990年代後期，土地發展公司將露天停車場的地方及其附近的樓宇列入荃灣七街重建項目的範圍，重建後項目由5座樓高43至45層的住宅物業及3層基座購物商場組織而成，提供1,466個住宅單位，其中商場部分命名為荃新天地（Citywalk）。此外，商場地下近大河道出口設有紅色公共小巴總站。
由於發展出現40億港元虧損，市區重建局向信和置業提出以荃灣運動場（楊屋道球場）西面的部分發展荃灣七街重建項目的連繫項目──御凱。

## 單位
屋苑以三房以上大單位為主，佔約60%，兩房佔約四成，而各座56樓以上相鄰單位，可作自製相連戶，間隔具彈性；分層戶面積由約668至1,696方呎，另頂層設複式戶，面積達2,850至3,551方呎，並有內置樓梯通往設按摩池的空中花園。

## 會所
會所為World Club，佔地約18萬方呎，設施多達約40項，包括室內外游泳池、按摩池、健身室、保齡球場、網球場及兒童遊樂場等。會所內更設三個不同特色的宴會廳，採獨立屋設計概念，室內備有客飯廳及小型廚房等，住客可在此舉行私人宴會及飯局。會所亦引入環保概念的綠化園林，園林總面積佔整體會所約30%，由世界級室內設計師Peter Basmajian及園林設計大師Jamie Durie設計。

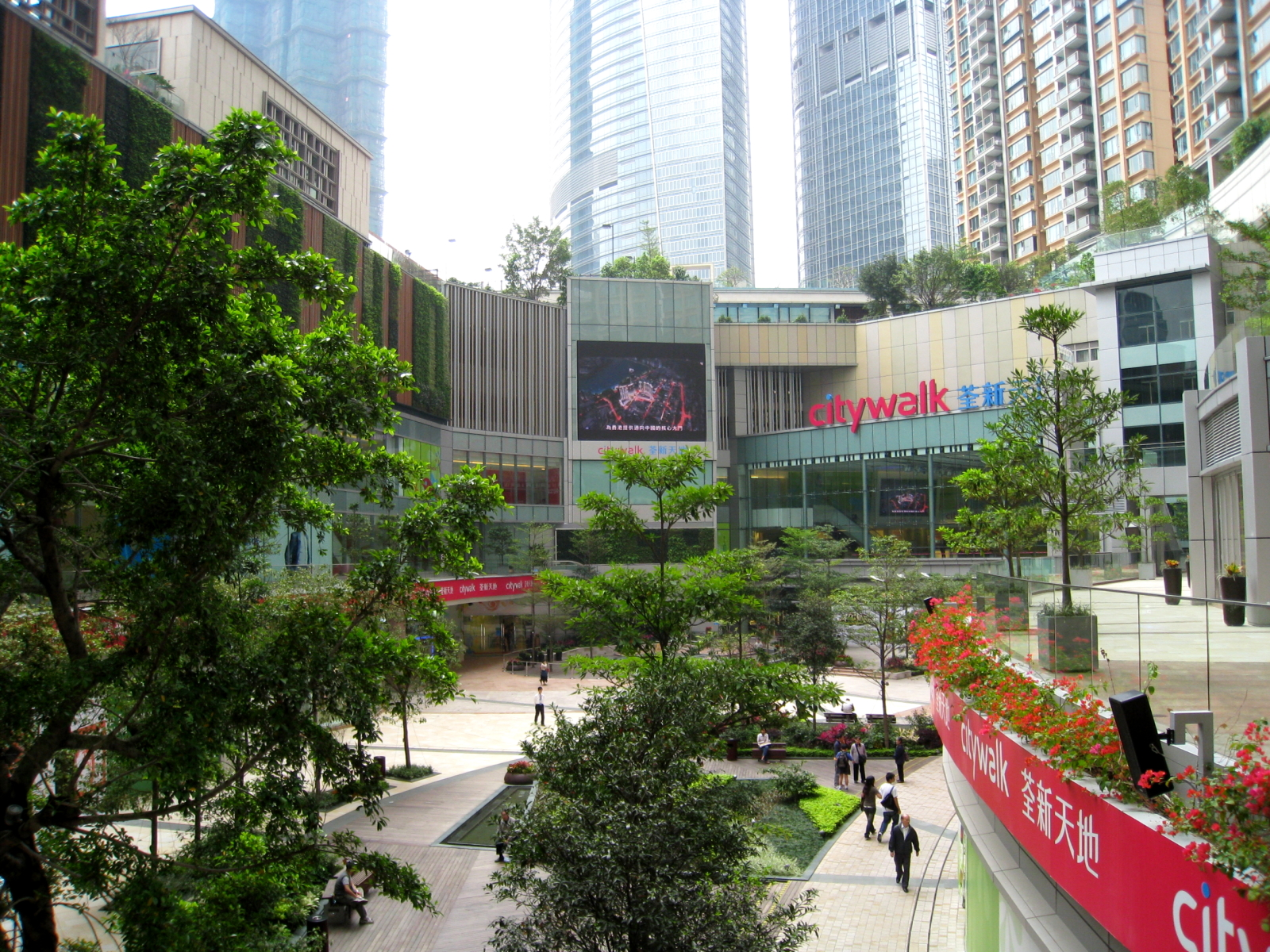
荃新天地商場
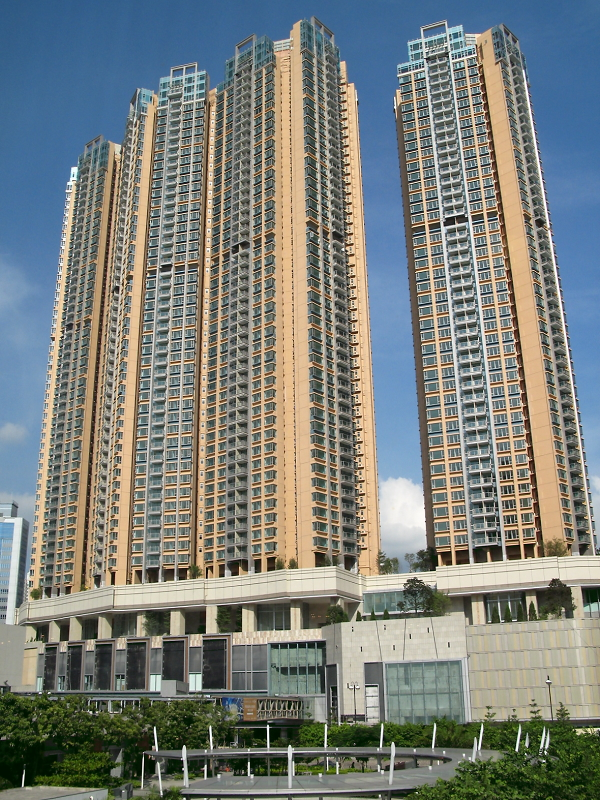
從荃灣廣場望向萬景峯
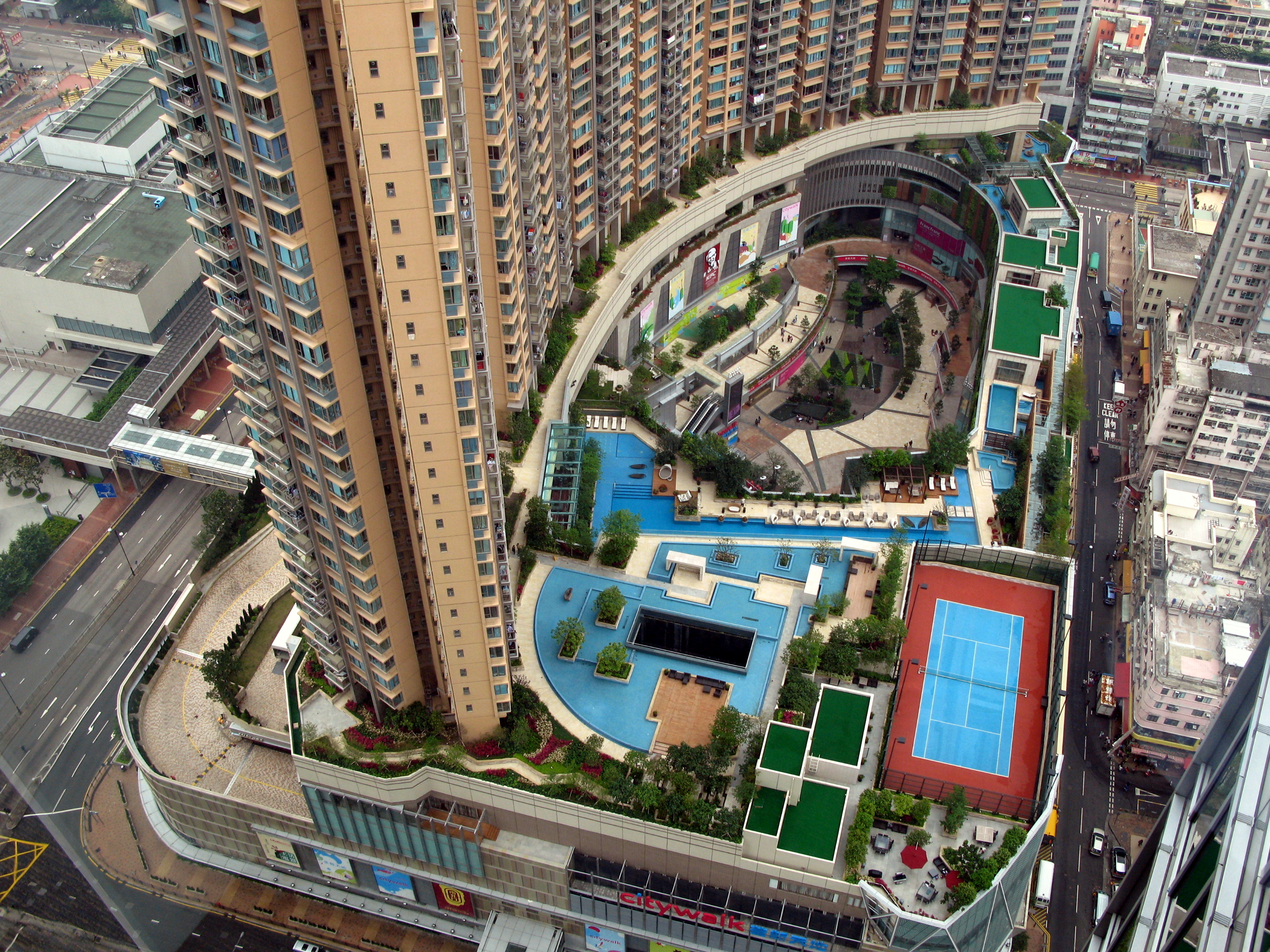
萬景峯花園平台
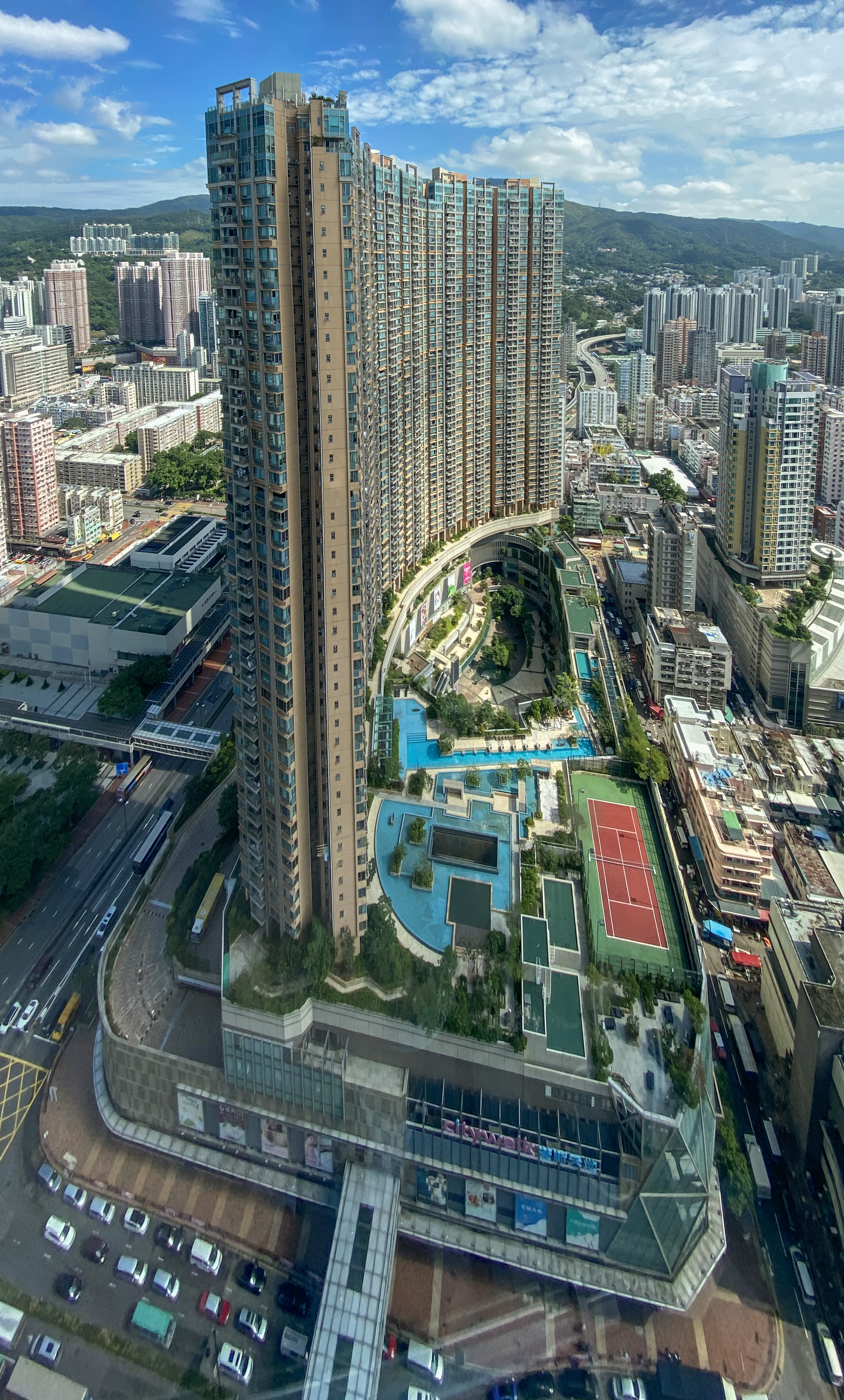
從如心廣場攝萬景峯

## 交通

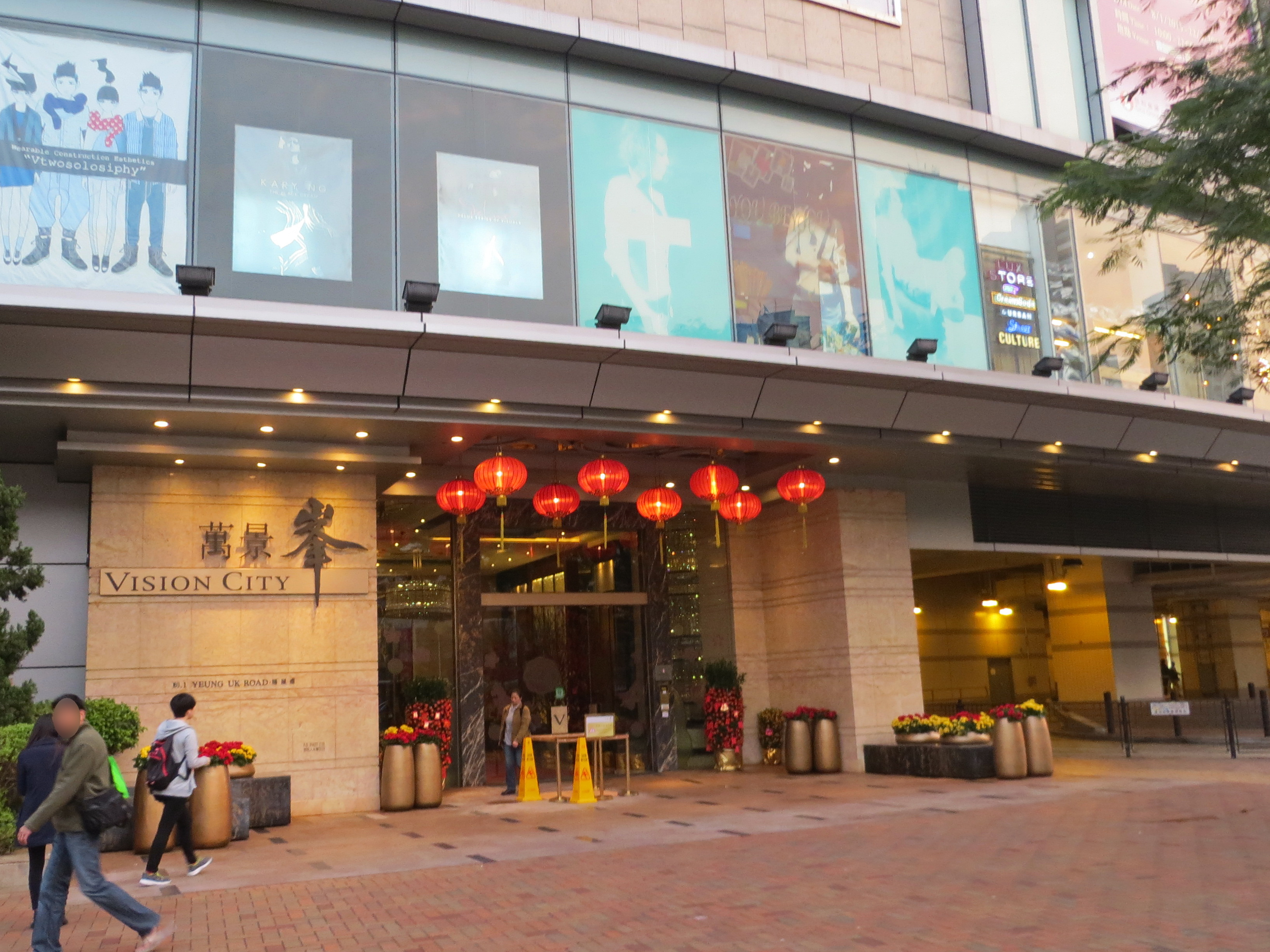
萬景峯大河道出口

由萬景峯往返港鐵荃灣站只需10分鐘，而往返港鐵屯馬綫荃灣西站少於10分鐘，於商場地下近大河道出口設有小巴總站。附近設施包括荃灣大會堂、楊屋道街市、如心廣場等，並設有天橋網絡連接鄰近主要建築群。

## 外部連結
- 萬景峯官方網站
- 萬景峯住戶自設論壇 （页面存档备份，存于）

22°22′13″N 114°6′49″E / 22.37028°N 114.11361°E